# The Sevens
The Sevens (również 7he Sevens) – wielofunkcyjny kompleks sportowy znajdujący się w Dubaju w Zjednoczonych Emiratach Arabskich, służący do rozgrywania meczów rugby union oraz piłki nożnej i krykieta, zarówno na poziomie krajowym, jak i międzynarodowym, a także innych imprez masowych, w tym koncertów. Gospodarz corocznego Dubai Sevens.

## Historia
Impulsem do powstania kompleksu, było przyznanie Dubajowi praw do organizacji piątego Pucharu Świata w rugby 7; miał on jednocześnie zastąpić Dubai Exiles Rugby Ground w organizacji corocznego turnieju Dubai Sevens.
Zgodnie z wcześniejszymi planami budowa ukończyła się w listopadzie 2008 roku, po 423 dniach budowy, a pierwszym rozegranym na nim turniejem był Dubai Sevens 2008.
Obiekt sfinansowały linie lotnicze Emirates, przy wsparciu rządu Dubaju, które ogłosiły jego nazwę w lipcu 2008 roku.

## Infrastruktura
W kompleksie mieści się sześć w pełni oświetlonych, pełnowymiarowych boisk do rugby i piłki nożnej, cztery korty tenisowo-netballowe i jedno boisko do koszykówki, a także sześć boisk do krykieta, z których jedno posiada oświetlenie. Na jego terenie znajduje się czternaście kilometrów dróg wewnętrznych.
Główne boisko posiada stałe trybuny na 4000 kibiców, natomiast, wraz z tymczasowymi, jego pojemność może być zwiększona do 50 000 widzów, boisko numer 2 zbudowane jest natomiast w kształcie amfiteatru mieszczącego na nasypach ziemnych 15 000 osób. Główna trybuna, prócz sal konferencyjnych, mieści stanowiska dla komentatorów, pokoje dla dziennikarzy i fotografów oraz pomieszczenia dla obsługi transmisji telewizyjnych, pod nią natomiast znajduje się osiem szatni dla zawodników i jedna dla sędziów, ambulatorium, pokój dla masażystów oraz pomieszczenie do kontroli antydopingowej. Uzupełnieniem tej infrastruktury są znajdujące się w The Players Club sale zebrań, kolejne trzynaście szatni, sanitariaty oraz pokoje dla fizjoterapeutów i lekarzy. Pomiędzy dwoma trawiastymi boiskami do krykieta znajduje się natomiast pawilon zapewniający graczom cztery szatnie z sanitariatami.
The Players Club posiada salę bankietową (520 m²) i bar (480 m²), a także pokój konferencyjny i bar na dachu budynku – wszystkie z widokiem na boiska 3–6. W budynku znajdują się również siedziby lokalnych klubów piłkarskich i rugby oraz krajowego związku rugby – UAERF (a wcześniej AGRFU).
Infrastrukturę dopełnia parking na 15 000 pojazdów.

## Sport
Od 2008 roku na terenie The Sevens odbywa się coroczny turniej rugby 7 Dubai Sevens, wchodzący w skład World Rugby Sevens Series. Trzy lata później rozpoczęły się oficjalne rozgrywki kobiece – w 2011 roku rywalizowały one w ramach IRB Women’s Sevens Challenge Cup, natomiast w 2012 roku turniej wchodził w skład inauguracyjnej edycji IRB Women’s Sevens World Series.
Był on również areną Pucharu Świata „siódemek” w marcu 2009 roku. Stadion gości także domowe mecze reprezentacji kraju, a wcześniej reprezentacji Zatoki Perskiej, w ramach Asian Five Nations.
Kompleks jest bazą dla miejscowego oddziału Arsenal Soccer School, związanej z Arsenal F.C. szkółki piłkarskiej.

## Koncerty
Na stadionie koncertowali: Rod Stewart wraz z Spandau Ballet, w ramach trasy Soulbook Tour, Eagles, Duran Duran, Justin Bieber i One Direction.